# Pterochaos nebulosus
Pterochaos nebulosus là một loài bọ cánh cứng trong họ Cerambycidae.